# ميغيل مارتينيز (سياسي)
ميغيل مارتينيز (بالإسبانية: Miguel Ángel Martínez Martínez )‏ (و. 1940  م) هو سياسي، ونقابي إسباني، ولد في مدريد، هو عضوٌ في حزب العمال الاشتراكي الإسباني، وهو عضوٌ في الجمعية البرلمانية لمجلس أوروبا.

## مناصب
تولى منصب عضو في البرلمان الأوروبي (14 يوليو 2009–30 يونيو 2014)
- عضو في البرلمان الأوروبي (20 يوليو 2004–13 يوليو 2009)[2]
- عضو في البرلمان الأوروبي (20 يوليو 1999–19 يوليو 2004)[2]
- عضو مجلس النواب الإسباني  [لغات أخرى]‏ (18 مارس 1996–19 يوليو 1999)[3]
- عضو مجلس النواب الإسباني  [لغات أخرى]‏ (21 يونيو 1993–27 مارس 1996)[4]
- عضو مجلس النواب الإسباني  [لغات أخرى]‏ (8 نوفمبر 1989–29 يونيو 1993)[5]
- عضو مجلس النواب الإسباني  [لغات أخرى]‏ (7 يوليو 1986–21 نوفمبر 1989)[6]
- عضو مجلس النواب الإسباني  [لغات أخرى]‏ (5 نوفمبر 1982–15 يوليو 1986)[7]
- عضو مجلس النواب الإسباني  [لغات أخرى]‏ (13 مارس 1979–31 أغسطس 1982)[8]
- عضو مجلس النواب الإسباني  [لغات أخرى]‏ (28 يونيو 1977–2 يناير 1979).[9]

## جوائز
حصل على جوائز منها:
- نيشان النجوم الثلاثة من الرتبة الثانية
- الدكتوراه الفخرية من جامعة أبردين ‏
- نيشان الحرية  [لغات أخرى]‏.

## روابط خارجية
- ميغيل مارتينيز على موقع مونزينجر (الألمانية)